# Masitise Cave House
Masitise Cave House – dom misjonarza Davida Ellenberga zbudowany pod nawisem skalnym, który obecnie pełni rolę muzeum

## Historia
Jest to dawna rezydencja szwajcarskiego misjonarza Davida Frédérica Ellenbergera.  powstał w 1867 roku, gdy misjonarz wraz z rodziną musiał uciekać na południe z powodu wojny domowej. W górach Lesotho znalazł wielką jaskinię - półkę skalną, używaną wcześniej przez lokalne plemiona jako miejsce schronienia i postanowił w tym miejscu założyć kościół.  Zbudował trzy pokojowy dom murując ściany pod nawisem skalnym i mieszkał w nim przez 55 lat. Na suficie największego pokoju znajduje się  ślad dinozaura.  Nad wejściem wyryto daty pobytu misjonarza - (1866-1904).

## Muzeum
W części domu Ellenbergera stworzono Masitise Cave House Museum i jest ona udostępniona do zwiedzania. Możemy w nim zobaczyć wiele eksponatów z XIX wieku, w tym zdjęcia rodzinne Ellenbergerów, tradycyjne ubrania itp. Kuratorem muzeum jest obecnie (2017)  A.B Ntsonyana.

## Lokalizacja
The Cave House znajduje się około 5 kilometrów na zachód od Quthing w dystrykcie Quthing.